# Бажан Ігор Миколайович
Бажа́н І́гор Микола́йович (нар. 2 грудня 1981, Кіровоград) — український футболіст, голкіпер.

## Біографія
Народився у Кіровограді (зараз Кропивницький), де і був вихованцем футбольної школи місцевої «Зірки». Дебютував у вищій лізі України 26 травня 2000 року в матчі «Зірка» — ЦСКА (0-0). У березні 2008 року підписав дворічний контракт з клубом «Металіст». Але право грати в клубі отримав лише з наступного сезону, через що дебютував у новому клубі лише 5 жовтня 2008 року в матчі проти запорізького «Металурга», який завершився поразкою його команди 0:1.  Влітку 2010 року після весняного скандалу клуб і гравець не підписали нового контракту і з початку сезону 2010—2011 футболіст почав захищати кольори «Іллічівця» 

## Збірна
У сезоні 2002/2003 зіграв 1 матч за молодіжну збірну України. Крім того у 2002 році був викликаний у збірну України на міжнародний турнір LG Cup..

## Досягнення
- Бронзовий призер чемпіонату України: 2008, 2009, 2010
- 1/8 фіналу Кубка УЄФА: 2009.